# Bibliographie sur les insurrections de 1837-1838 au Bas-Canada
Cette bibliographie des insurrections de 1837-1838 au Bas-Canada propose une liste (incomplète) des ressources qui existent sur le sujet en français et en anglais.

## En français

### Ouvrages
- Marcel Rheault et Georges Aubin, Médecins et patriotes, 1837-1838, Québec, Septentrion, 2006, 354 p. (ISBN 978-2-89448-481-4) (éditeur)
- Julien Mackay, Notaires et patriotes, 1837-1838, Sillery, Québec, Septentrion, 2006, 254 p. (ISBN 978-2-89448-478-4) (éditeur)
- Georges Bellemare, Saint-Charles, 1837 et la survie d'un peuple menace, Montréal, Guérin, 2005, 223 p. (ISBN 978-2-7601-6863-3)
- (en) François Labonté, Alias Anthony St. John : les Patriotes canadiens aux États-Unis, décembre 1837-mai 1838, Québec, Presses de l'Université Laval, coll. « Cultures québécoises », 2004, 297 p. (ISBN 978-2-7637-8139-6, lire en ligne) (aperçu)
- Lionel Beauchamp et Jean-René Thuot. Les patriotes de Saint-Roch-de-l'Achigan : idées libérales et agitation politique entre 1830 et 1860, Saint-Roch-de-l'Achigan : Société d'histoire de Saint-Roch-de-l'Achigan, 2004, 90 p.  (ISBN 2-9808198-1-6)
- Gilles Laporte. Brève histoire des Patriotes : Éditions du Septentrion, Québec, 2015, 374 p.
- Gilles Laporte. Patriotes et Loyaux : leadership régional et mobilisation politique en 1837 et 1838, Sillery : Septentrion, 2004, 414 p.  (ISBN 2-89448-382-1) (éditeur)
- Solange Hamel. Les patriotes oubliés de la Montérégie, 1837, Saint-Alphonse-de-Granby : Éditions de la Paix, 2003, 129 p.  (ISBN 2-922565-88-2) (éditeur)
- Pierre Desjardins. Le mouvement patriote à la Pointe-aux-Trembles, 1834-1846, Montréal : Atelier d'histoire de la Pointe-aux-Trembles, 2003, 53 p.  (ISBN 2-9808103-0-4)
- Alain Messier. Dictionnaire encyclopédique et historique des patriotes (1837-1838), Montréal : Guérin, 2002, 500 p.  (ISBN 2760163458)
- Gérard Filteau. Histoire des Patriotes, Montréal : Septentrion, 2003[1], 664 p.  (ISBN 2-89448-341-4) (éditeur)
- Gilles Boileau. 1837 et les patriotes de Deux-Montagnes : les voix de la mémoire, Montréal : Méridien, 1998, 200 p.  (ISBN 2-89415-235-3)
- Allan Greer. Habitants et patriotes : la rébellion de 1837 dans les campagnes du Bas-Canada, Montréal : Boréal, 1997, 370 p.  (ISBN 2-89052-855-3) (compte rendu)[traduit de l'anglais par Christiane Teasdale]
- Elinor Kyte Senior. Les habits rouges et les patriotes, Montréal : VLB, 1997, 310 p.  (ISBN 2-89005-665-1) (compte rendu)
- Joseph Schull. Rébellion : le soulèvement patriote de 1837 au Bas-Canada, Montréal : Éditions Québec Amérique, 1997, 303 p.  (ISBN 2-89037-903-5) [traduit de l'anglais par Dominique Clift et Claude Frappier]
- Pierre Lambert. Les Patriotes de Beloeil : le mouvement patriote, les insurrections de 1837-1838 et les paroissiens de Beloeil, Sillery : Septentrion, 1994, 189 p.  (ISBN 2-89448-000-8) (aperçu)
- Paul Rochon. Les derniers patriotes : les exilés de 1840 vous parlent, Montréal : Éditions du Taureau, 1993, 287 p.  (ISBN 2-9800845-3-0)
- Henri Bergevin. Les Patriotes exilés en Australie en 1839, Joliette : Société nationale des Québécois de Lanaudière, 1989, 52 p.  (ISBN 2921246163)
- Paul Rochon. 1839 : la lente agonie des patriotes, Montréal : Éditions du Taureau, 1989, 287 p.  (ISBN 2980084522)
- Jacques Lacoursière et Denis Vaugeois (dir.). Courte histoire des patriotes de 1837-1838 : synthèse, Saint-Denis-sur-Richelieu : Comité de la fête des patriotes Saint-Charles & Saint-Denis, 1987, 16 p.
- Paul Rochon, 1837 : la petite histoire des patriotes, Montréal, Editions du Taureau, 1987, 283 p. (ISBN 978-2-9800845-0-8)
- Paul Rochon, 1838 : l'histoire oubliée des patriotes, Montréal, Éditions du Taureau, 1988, 287 p. (ISBN 978-2-9800845-1-5)
- Jean-Paul Bernard. Les Rébellions de 1837-1838 : les patriotes du Bas-Canada dans la mémoire collective et chez les historiens, Montréal : Boréal Express, 1983, 349 p.  (ISBN 2890520838)
- John Hare. Les Patriotes, 1830-1839. Textes, Ottawa : Éditions Libération, 1971, 232 p.
- Jacques Lacoursière et Denis Vaugeois (dir.). Les troubles de 1837-1838, Montréal : Fides, 1969, 2 vol.
- Robert-Lionel Séguin. Le Mouvement insurrectionnel dans la presqu'île de Vaudreuil, 1837-1838, Montréal : Librairie Ducharme limitée, 1955, 144 p.
- Ægidius Fauteux. Patriotes de 1837-1838, Montréal : les Éditions des Dix, 1950, 433 p.
- Jean-Baptiste Richard. Les Événements de 1837 à Saint-Denis-sur-Richelieu, Saint-Hyacinthe : Société d'histoire régionale de Saint-Hyacinthe, 1938, 47 p.
- Emile Dubois. Le Feu de la Rivière-du-Chêne : étude historique sur le mouvement insurrectionnel de 1837 au nord de Montréal, Québec, 1937, 340 p.
- Laurent-Olivier David. Les Patriotes de 1837-1838, Montréal : Eusèbe Senécal & fils, imprimeurs-éditeurs, 1884, 297 p. (en ligne)
- Charles Auguste Maximilien Globensky. La Rébellion de 1837 à Saint-Eustache : précédé d'un exposé de la situation politique du Bas-Canada depuis la cession, Québec : Imprimerie A. Coté et cie, 1883, 334 p. (en ligne)
- Louis-Napoléon Carrier. Les événements de 1837-38 : esquisse historique de l'insurrection du Bas-Canada, Québec : Imprimerie de l'Evénement, 1877, 194 pages (en ligne)

### Essais, mémoires, thèses
- Marc Bolduc. Les élections générales de 1834 (Bas-Canada) et les élections générales de 1841 (Ancien Bas-Canada): continuités et ruptures, Montréal : Université du Québec à Montréal, 1997, 132 p. (mémoire de maîtrise en histoire)
- Fernand Ippersiel. Les Cousins ennemis : Louis-Joseph Papineau et Jean-Jacques Lartigue : essai, Montréal : Guérin littérature, 1990, 254 p.  (ISBN 2760124061)
- Denyse Beaugrand-Champagne. Les mouvements patriote et loyal dans les comtés de Missisquoi, Shefford et Stanstead, 1834-1837, Montréal : Université du Québec à Montréal, 1990, 195 p. (mémoire de maîtrise en histoire)
- Micheline Clément. Le discours patriote : égalitarisme agraire ou projet de démocratie de petits producteurs, (mémoire de maîtrise en histoire)
- Francine Parent. Les Patriotes de Châteauguay (1838) Montréal : Université de Montréal, 1984 (mémoire de maîtrise en histoire)
- Denyse Beaugrand-Champagne. Les mouvements patriote et loyal dans les comtés de Missisquoi, Shefford et Stanstead, 1834-1837, Montréal : Université du Québec à Montréal, 1990, 195 p. (mémoire de maîtrise en histoire)
- Gilles Laporte. Le radical britannique Chapman et le Bas-Canada : 1832-1839, Montréal : Université du Québec à Montréal, 1987, 207 p. (mémoire de maîtrise en histoire)

### Correspondances, rapports, etc. officiels
- John George Lambton, Charles Buller, Edward Gibbon Wakefield. Rapport de Lord Durham. Haut-Commissaire de Sa Majesté, etc. etc., sur les affaires de l'Amérique septentrionale britannique, Montréal : L'Ami du peuple, de l'ordre et des lois, 1839, 200 p. (en ligne)
- John Russell. Résolutions que lord John Russell entend soumettre, à un comité de toute la Chambre, relativement aux affaires du Canada, mars 1837 (en ligne)
- Louis-Joseph Papineau. Les 92 résolutions de l'Assemblée législative du Bas-Canada, février 1834 (en ligne)

### Lettres et journaux privés de patriotes
- Marie-Frédérique Desbiens et Jean-François Nadeau. Chevalier de Lorimier. 15 février 1839 : lettres d'un patriote condamné à mort. édition préparée par..., Montréal : Comeau & Nadeau, 2001, 125 p.  (ISBN 2-922494-45-4)
- Georges Aubin. Amédée Papineau. Journal d'un Fils de la Liberté, 1838-1855, Sillery : Septentrion, 2007[2], 957 p.  (ISBN 2-89448-120-9) (aperçu)
- Georges Aubin, Au pied-du-courant : lettres des prisonniers politiques de 1837-1839, Montréal, Comeau & Nadeau, coll. « Mémoire des Amériques », 2000, 457 p. (ISBN 978-2-922494-19-8 et 978-2-910-84652-7)
- Rosalie Papineau-Dessaulles, Georges Aubin et Renée Blanchet, Correspondance, 1805-1854, Montréal, Éditions Varia, 2001, 305 p. (ISBN 978-2-922245-52-3)
- Georges Aubin. Papineau en exil à Paris. Tome I : Dictionnaire, Trois-Pistoles : Éditions Trois-Pistoles, 2007, 304 p.
- Georges Aubin. Papineau en exil à Paris. Tome II : Lettres reçues, 1839-1845, Trois-Pistoles : Éditions Trois-Pistoles, 2007, 599 p.
- Georges Aubin. Papineau en exil à Paris. Tome III : Drame rue de Provence, Trois-Pistoles : Éditions Trois-Pistoles, 2007, 218 p.
- Georges Aubin et Renée Blanchet, collab. de Marla Arbach. Louis-Joseph Papineau. Lettres à divers correspondants, Tome I : 1810-1845, Montréal : Les Éditions Varia, 2006, 438 p.  (ISBN 2-89606-024-3)
- Georges Aubin et Renée Blanchet, collab. de Marla Arbach. Louis-Joseph Papineau. Lettres à divers correspondants, Tome II : 1845-1871, Montréal : Les Éditions Varia, 2006, 600 p.  (ISBN 2-89606-027-8)
- Georges Aubin et Renée Blanchet. Louis-Joseph Papineau. Lettres à ses enfants, Tome I : 1825-1854, Montréal : Les Éditions Varia, 2004, 658 p.  (ISBN 2-922245-91-8)
- Georges Aubin et Renée Blanchet. Louis-Joseph Papineau. Lettres à ses enfants, Tome II : 1855-1871, Montréal : Les Éditions Varia, 2004, 758 p.  (ISBN 2-922245-92-6)
- Renée Blanchet et Georges Aubin. Louis-Joseph Papineau, Lettres à Julie, Québec : Archives nationales du Québec, 2000, 814 p.  (ISBN 2-89448-165-9) (aperçu)
- Georges Aubin. Louis-Hippolyte La Fontaine. Journal de voyage en Europe, 1837-1838, Sillery : Septentrion, 1999, 153 p.  (ISBN 2-89448-142-X) (aperçu)
- Renée Blanchet. Julie Papineau. Une femme patriote : correspondance, 1823-1862, Sillery : Septentrion, 1997, 518 p.  (ISBN 2-89448-096-2) (aperçu)
- Georges Aubin. François-Maurice Lepailleur. Journal d'un patriote exilé en Australie, 1839-1845, Sillery : Septentrion, 1996, 411 p.  (ISBN 2-89448-071-7) (éditeur)
- Georges Aubin. Jean-Philippe Boucher-Belleville. Journal d'un patriote (1837 et 1838), Montréal : Guérin littérature, 1992, 174 p.  (ISBN 2760125300)
- Georges Aubin. Siméon Marchesseault. Lettres à Judith : correspondance d'un patriote exilé, Sillery : Septentrion, 1996, 124 p.  (ISBN 2-89448-056-3) (aperçu)
- Georges Aubin. Louis Perrault. Lettres d'un patriote réfugié au Vermont, 1837-1839, Montréal : Éditions du Méridien, 1999, 198 p.  (ISBN 2-89415-251-5)
- John Hare, Renée Landry. Hypolite Lanctot. Souvenirs d'un patriote exilé en Australie, 1838-1845, Sillery : Septentrion, 1999, 220 p.  (ISBN 2894481330) (aperçu)
- Robert Shore Milnes Bouchette. Mémoires de Robert-S.-M. Bouchette, 1805-1840, recueillis par son fils Errol Bouchette et annotés par A.-D. Decelles, Montréal : la Cie de publication de la Revue canadienne, 1903, 129 p. (en ligne)
- François-Xavier Prieur. Notes d'un condamné politique de 1838, Montréal : Librairie Saint-Joseph, Cadieux & Derome, 1884, 240 p.  (en ligne)
- Félix Poutré. Échappé de la potence. Souvenirs d'un prisonnier d'état canadien en 1838[3], Montréal : E. Senécal, 1862, 47 p. (en ligne) (en ligne)
- Léandre Ducharme. Journal d'un exilé politique aux terres australes, Montréal : imprimé par F. Cinq-Mars, Bureau de l'Aurore, 1845, 106 p. (en ligne)

### Écrits publics de patriotes
- Louis-Joseph Papineau. Un testament politique, volume 150, aux éditions de La Bibliothèque électronique du Québec, 2003 (PDF)
- Georges Aubin. Louis-Joseph Papineau. Cette fatale Union. Adresses, discours et manifestes 1847-1848, Montréal : Lux éditeur, 2003, 223 p.  (ISBN 2-89596-009-7)
- Yvan Lamonde et Claude Larin. Louis-Joseph Papineau. Un demi-siècle de combats. Interventions publiques, Montréal : Éditions Fides, 1998, 662 p.  (ISBN 2-7621-2008-X)
- Georges Aubin. Robert Nelson : Déclaration d'indépendance et autres écrits, 1832-1848, Montréal : Comeau & Nadeau, 1998, 90 p.  (ISBN 2-922494-00-4) [traduction de Michel de Lorimier et Renée Andrewes]
- Georges Aubin. Wolfred Nelson. Écrits d'un patriote, 1812-1842, Montréal : Comeau & Nadeau, 1998, 177 p.  (ISBN 2-9804963-8-3)
- Louis-Joseph Papineau. Histoire de la résistance du Canada au gouvernement anglais, dans la Revue du Progrès, Paris, 1839[4], 35 p. (en ligne)
- Fernand Ouellet. Papineau. Textes choisis et présentés par... , Québec : Les Presses universitaires Laval, 1958, 103 p[5].
- Thomas Storrow Brown. Adresse des Fils de la liberté de Montréal aux jeunes gens des colonies de l'Amérique du Nord, 4 octobre 1837 (en ligne)
- Louis-Hippolyte Lafontaine. Les deux girouettes ou l'Hypocrisie démasquée, Montréal : Imprimerie de la Minerve, 1834, 75 p. (en ligne)
- Liste des assemblées publiques tenues au Bas-Canada de mai à novembre 1837 (résolutions, comptes rendus, adresses)

### Écrits publics des constitutionnels
- Charles Clément Sabrevois de Bleury. Réfutation de l'écrit de Louis Joseph Papineau, ex-orateur de la Chambre d'Assemblée du Bas-Canada, intitulé Histoire de l'insurrection du Canada, publiée dans le recueil hebdomadaire la Revue du progrès, imprimée à Paris, Montréal : Imprimerie de John Lovell, 1839, 136 p. (en ligne)
- Hyacinthe Leblanc de Marconnay[6],[7]. La petite clique dévoilée, quelques explications sur les manœuvres dirigées contre la minorité patriote qui prit part au vote sur les subsides dans la session de 1835-1836, plus particulièrement contre C.C. Sabrevois de Bleury, Rome, N.Y.?, 1836, 50 p.
- Dominique Mondelet. Traité sur la politique coloniale du Bas-Canada: divisé en deux parties : opposition dans la [sic] gouvernement, license de la presse, Conseil législatif par voie d'élection : réflexions sur l'état actuel du pays, Bas-Canada : Chez l’Auteur, 1835, 67 p (en ligne) en ligne)

### Biographies
- Louis Du Cap. Bock : biographie historique de Charles-Guillaume Bouc, 1795-1861, Piedmont : L. Du Cap, 2008  (ISBN 978-2-9810563-0-6)
- Élise Bouthillier. Chevalier de Lorimier : défenseur de la liberté, Montréal : XYZ, 2007, 159 p.  (ISBN 978-2-89261-504-3)
- Philippe Bernard. Amury Girod : un Suisse chez les Patriotes du Bas-Canada, Sillery : Septentrion, 2001, 255 p.  (ISBN 2-89448-183-7) (aperçu)
- Gilles Boileau. Étienne Chartier, curé de Saint-Benoît, patriote et rebelle, Montréal : Éditions du Méridien, 1999, 191 p.  (ISBN 2-89415-244-2)
- Marcelle Reeves-Morache. Joseph Duquette, patriote et martyr, Montréal : Éditions A. St-Martin : Société nationale populaire du Québec, 21 p.
- Robert Rumilly. Papineau, Montréal : Éditions Bernard Valiquette, 1944, 281 p.
- Ève Circé-Côté. Papineau, son influence sur la pensée canadienne : essai de psychologie historique, Montréal : R.A. Regnault & cie, 1924, 252 p.
- Alfred Duclos DeCelles. Papineau, 1786-1871, Montréal : Librairie Beauchemin, 1905. 243 p. (en ligne)
- Joseph Royal. Biographie de l'Hon. D.B. Viger, Montréal : imprimée par J.A. Plinguet, 187?, 34 pages (en ligne)
- Laurent-Olivier David. L'Honorable Ls.-Jos. Papineau, Montréal : Typographie Geo. E. Desbarats, 1872, 32 p.
- Hector Fabre. Esquisse biographique sur Chevalier de Lorimier, Montréal : de l'imprimerie du "Pays", 1856, 15 p.

### Presse étrangère
- Victor du Bled. « Une ancienne colonie française », dans La Revue des Deux Mondes, 1885, pp. 424-460

### Commémorations de 1837-1838
- Onil Perrier. 25 ans au service des patriotes et du patrimoine. L’histoire du comité de la fête des patriotes de Saint-Charles et Saint-Denis devenu la Société d’histoire des Riches-Lieux, 1978-2003, Saint-Denis-sur-Richelieu: La Société d’histoire / Montréal: Éditions Histoire Québec, 2003, 362 p.
- Les Patriotes de Saint-Marc-sur-Richelieu, 1837-1987, Saint-Marc-sur-Richelieu : Commission du 150e anniversaire des patriotes de Saint-Marc-sur-Richelieu, 1987, 88 p.
- Saint-Denis fête ses patriotes, Saint-Denis?, 1987, 44 p.
- Les patriotes, 145 ans après : programme-souvenir de la fête des patriotes, St-Charles, St-Denis, 21 novembre 1982, Saint-Denis-sur-Richelieu? : Comité de la fête des patriotes, St-Charles et St-Denis, 1982, 16 p.
- Patriotes, espoir d'une nation : programme de la fête des patriotes, St-Charles et St-Denis, 21 et 22 novembre 1981, Saint-Denis-sur-Richelieu? : Comité de la fête des patriotes, St-Charles et St-Denis, 1981, 4 p.
- Patriotes pourquoi? : programme souvenir 1979 de la fête des Patriotes 1837-1838 à St-Charles et St-Denis, Saint-Denis-sur-Richelieu?, 1979, 16 p.
- Charles Henri Lalonde. Album-souvenir : hommage des citoyens du comté des Deux-Montagnes aux patriotes de 1837, à Saint-Eustache, 10 octobre 1937, Québec, 1937?, 20 p.
- Programme-souvenir : Saint-Charles-sur-Richelieu, le dimanche, 19 septembre 1937. Hommage aux Patriotes de 1837 à Montebello, en octobre 1937, Montréal : L'Action patriotique, 1937, 48 p.
- Lionel Groulx. Une heure avec l'abbé Groulx à propos des Patriotes de '37 : l'actualité, Montréal : Éditions des Jeunesses patriotes, 1937, 26 p.
- Souvenir des fêtes du centenaire de 1837 à St-Denis-sur-Richelieu, P.Q., Canada, 28-29 août 1937, Saint-Denis-sur-Richelieu? : Comité d'organisation des fêtes du centenaire des patriotes de 1837 à St-Denis, 1937?, 8 p.

### Procès
- Joseph-Narcisse Cardinal. Procès de Joseph N. Cardinal, et autres, auquel on a joint la requête argumentative en faveur des prisonniers, et plusieurs autres documents précieux, &c. &c. &c., Montréal : John Lovell, imprimeur, 1839, 144 p.
- François Jalbert. La Reine vs Jalbert, accusé du meurtre du lieutenant Weir du 32e Régiment de Sa Majesté. Procès politique, Montréal : F. Cinq-Mars, 1839, 87 p.
- Procès politique, la reine vs. Nicolas et al. accusés d'avoir mis à mort le 27 novembre 1837, pendant l'insurrection le nommé Joseph Armand dit Chartrand, l'un des volontaires au service de sa majesté stationés à St. Jean : cités pour répondre à cette accusation devant le tribunal ayant juridiction criminelle, dans ce district le 6 août 1838 et acquittés par le jury le 7 août 1838, Montréal : imprimé et publié par Frs. Lemaître, 43 p.
- La Reine vs. Nicolas et al. : accusés d'avoir mis à mort, le 27 novembre 1837, pendant l'insurrection, le nommé Joseph Armand, dit Chartrand, l'un des volontaires au service de Sa Majesté, stationés [sic] à St. Jean, cités pour répondre à cette accusation devant le tribunal ayant juridiction criminelle, dans ce district, le 6 août 1838, et acquittés par le jury, le 7 août 1838, Montréal : Frs. Lemaitre, 1838

### Fiction
- Lefrançois, Viateur. Les chemins de l'exil, - Au temps des patriotes -, roman historique, Saint-Jean-sur-Richelieu : Éditions du Phoenix, 2011, 251 p.  (ISBN 978-2-923425-54-2)
- Lefrançois, Viateur. Les chemins de la liberté - Au temps des patriotes, roman historique, Saint-Jean-sur-Richelieu : Éditions du Phoenix, 2010, 200 p.  (ISBN 978-2-923425-39-9)
- Jocelyn Jalette. La république assassinée des Patriotes, Saint-Damien-de-Brandon : Éditions du Soleil de minuit, 2009, 46 p.  (ISBN 978-2-922691-73-3) [bande-dessinée]
- Yves Dupéré. Les derniers insurgés : roman historique, Montréal : Hurtubise HMH, 2006, 451 p.  (ISBN 2-89428-871-9)
- Robert-Lionel Séguin. Le dernier des Capots-Gris : roman ; suivi de, Souviens-toi : méditations sur 1837, Notre-Dame-des-Neiges : Éditions Trois-Pistoles, 2006, 211 p.  (ISBN 978-2-89583-141-9)
- Renée Blanchet. La chouayenne : récits de 1837-1838, Montréal : Éditions Varia, 2000, 185 p.  (ISBN 2-922245-30-6)
- Mary Soderstrom. Robert Nelson, le médecin rebelle : roman, Montréal : L'Hexagone, 1999, 348 p.  (ISBN 2-89006-612-6)
- Micheline Lachance. Le roman de Julie Papineau, Montréal : Éditions Québec/Amérique, 1995, 2 vol.
- Louis Caron. Les Fils de la liberté : roman, Montréal : Boréal express, 1981-1990, 3 volumes
  - Le Canard de bois, 1981
  - La Corne de brume, 1982
  - Le coup de poing, 1990
- Marie-Claire Daveluy. Le Richelieu héroïque : les jours tragiques de 1837, Montréal : Librairie Granger frères limitée, 1940?, 250 p.
- Eugène Achard. La Fin d'un traître : épisode de la révolte de 1837, Montréal : Bibliothèque de l'Action française, 1926, 60 p.
- Robert de Roquebrune. Les Habits rouges : roman canadien, Paris : Éditions du Monde nouveau, 1923, 280 p.
- Jules Verne. Famille-sans-nom, Paris : 1889, Pierre-Jules Hetzel, 427 p. (en ligne)

### Bibliographies
- Gilles Laporte. « Bibliographie : Recherche dans la banque documentaire », dans Les Patriotes de 1837@1838 (monographies, articles, brochures, imprimés, catalogues, archives, fiction)
- Gilles Laporte. « Historiographie », dans Les Patriotes de 1837@1838 (recensions, comptes rendus)
- Béatrice Richard. « Les Rébellions de 1837-1838 », dans Bibliographie, la guerre et le Québec, Chaire Hector-Fabre d’histoire du Québec de l'UQAM (inventaire, imprimés, études, articles, mémoires et thèses)
- Bibliographie de Louis-Joseph Papineau

### Divers
- Onil Perrier. Les Québécoises de 1837-1838, LaSalle : Éditions idg, 2007, 47 p.
- Michel Faubert. Liste des patriotes prisonniers, 1837-1838-1839-1840, 2003 (en ligne)
- Jean-Jacques Lartigue. Premier mandement à l'occasion des Troubles de 1837 (24 octobre 1837) ; Second mandement à l'occasion des Troubles de 1837 (8 janvier 1838), Saint-Jacques : Éditions du Pot de fer, 1992, 25 p.
- Françoise Dufresne. Douze pendus au Pied-du-Courant. Conférence prononcée devant les membres de la Société de généalogie canadienne-française à Montréal, Montréal?, 198?, 54 p.
- Bruno-André Lahalle. Jules Verne et le Québec (1837-1889) : Famille-sans-nom, Sherbrooke : Éditions Naaman, 1979, 188 p.  (ISBN 289040014X)
- Marcelle Reeves-Morache. Les Québécoises de 1837-1838, Montréal : Éditions A. Saint-Martin : Société nationale populaire du Québec, 1975, 27 p.
- Joseph-Alfred Mousseau. Lecture publique sur Cardinal et Duquet, victimes de 37-38 : prononcée lors du 2d anniversaire de la fondation de l'Institut canadien-français, le 16 mai 1860, Montréal : des presses de Plinguet & cie, 1860, 18 p.
- Joseph Arthur Calixte Éthier. Conférence sur Chénier donnée par J.A.C. Éthier, député des Deux-Montagnes, sous les auspices du Club Chénier, le 29 janvier 1905, Hochelaga, de Montréal, Maisonneuve : Imp. J.A. Caron, [1905?], 34 p.
- John Douglas Borthwick. Rébellion de 37-38 : précis complet de cette période, rôle d'honneur ou liste complète des patriotes détenus dans les prisons de Montréal en 1837, 1838, 1839, date et lieux des arrestations et autres détails intéressants et inédits sur ce sujet, Montréal : imprimerie du "Cultivateur", L.J. Tarte & frère, props., 1898, 94 p. (en ligne)
- Thomas Maguire. Doctrine de l'Église catholique d'Irlande et de celle du Canada sur la révolte : recueil de pièces constatant l'uniformité de cette doctrine dans les deux pays et sa conformité avec celle de l'Église universelle, Québec : imprimée par W. Neilson, imprimeur-libraire, 1838, 129 p.

## En anglais

### Ouvrages
- Allan Greer. The Patriots and the People: The Rebellion of 1837 in Rural Lower Canada, Toronto : University of Toronto Press, 1993, 385 p.  (ISBN 0802069304) (aperçu)
- Elinor Kyte Senior. Redcoats and Patriotes: The Rebellions in Lower Canada, 1837-38, Ontario: Canada's Wings, Inc., 1985, 218 p.  (ISBN 0920002285)
- Alfred Duclos DeCelles. The "Patriotes" of '37: A Chronicle of the Lower Canadian Rebellion, Toronto : Glasgow, Brook & Co., 1916, 140 p. [translated by Stewart Wallace]
- Philip A. Buckner. The Transition to Responsible Government: British Policy in British, North America, 1815-1850, Westport, Conn.: Greenwood Press, 1985, 358 p.
- Joseph Schull. Rebellion: The Rising in French Canada 1837, Toronto : Macmillan of Canada., 1971, 226 p.
- Frederick Bradshaw. Self-Government in Canada, and How it Was Achieved: The Story of Lord Durham’s Report, Londres : P.S.King, 1903, 414 p. (en ligne)

### Essais, mémoires, thèses
- Matthieu Sossoyan. The Kahnawake Iroquois and the Lower-Canadian Rebellions, 1837-1838, Montréal : Université McGill, 1999 (mémoire de maîtrise en anthropologie) (en ligne)
- Beverly Dawn Boissery. The patriote convicts : a study of the 1838 Rebellion in Lower Canada and the transportation of some participants to New South Wales, 1977, 2 volumes (thèse de doctorat en philosophie)

### Correspondances, rapports, etc. officiels
- Copies or extracts of correspondence relative to the affairs of British North America. Ordered, by The House of Commons, to be printed, 11 February 1839, Londres, 1839, 400 p.
- First report of the Commissioners Appointed to Enquire into the Losses Occasioned by the Troubles during the Years 1837 and 1838, and into the Damages Arising Therefrom, Montréal : printed by Lovell & Gibson, 1846, 49 p.
- John George Lambton, Charles Buller, Edward Gibbon Wakefield. The Report and Despatches of the Earl of Durham, Her Majesty's High Commissioner and Governor-General of British North America, London : Ridgways, Piccadilly, 1839, 423 p. (en ligne)
- Ordinances passed in the first session of the Special Council for the Affairs of Lower Canada, Montreal, 1838, Montreal : printed by Andrew H. Armour and Hew Ramsay, 1838, 80 p.
- John Russell. Resolutions intended to be proposed by Lord John Russell, in a committee of the whole house, relative to the affairs of Canada, March 1837 (en ligne)
- Select Committee on the Affairs of Lower Canada. Lower Canada Copy of the Minutes of the Evidence Taken Before the Select Committee Appointed in the Year 1834 on the Affairs of Lower Canada, British House of Commons, 11 mars 1837
- Comte de Gosford, Charles Edward Grey, George Gipps. Reports of Commissioners on Grievances Complained of in Lower Canada. Ordered by the House of Commons to be printed, 20th February, 1837, in Parliamentary Papers, 1837, XXIV, 3-416. (en ligne)
- Select Committee on the Affairs of Lower Canada. Report from Select Committee on Lower Canada, British House of Commons, 3 juillet 1834."
- Select Committee on the Civil Government of Canada. Report from the Select Committee on the Civil Government of Canada, House of Commons, July 22, 1828 (en ligne)

### Écrits publics de patriotes
- Thomas Storrow Brown. 1837, My Connection With It, Quebec : Raoul Renault, Publisher, 1898, 38 pages (en ligne)
- Louis-Joseph Papineau. Letter from L. J. Papineau and J. Neilson, Esqs., Addressed to His Majesty's Under Secretary of State on the Subject of the Proposed Union of the Provinces of Upper and Lower Canada, London, Printed by William Clowes, Northumberland-court, May 10, 1823 (en ligne)

### Lettres et journaux privés de patriotes
- François-Maurice Lepailleur. Land of a Thousand Sorrows. The Australian Prison Journal 1840-1842, of the Exiled Canadien Patriote, François-Maurice Lepailleur, Vancouver : University of British Columbia Press, 1980  (ISBN 0-7748-0123-9) [Traduit et édité par F. Murray Greenwood]
- François-Xavier Prieur. Notes of a convict of 1838, Sydney : D.S. Ford, 1949, 142 p. [traduit et annoté par Georges Mackaness]
- Léandre Ducharme. Journal of a political exile in Australia, Sydney : D.S. Ford Printer, 1944, 79 p.

### Biographies
- Janet Ajzenstat.  The Political Thought of Lord Durham, Montréal : McGill-Queen’s University Press, 160 p.

### Presse étrangère
- « The Canada Question », dans The United States Democratic Review, Volume 1, Issue 2, January 1838, pp. 205-220 (en ligne)
- « History of the Recent Insurrection in the Canadas - Part First », dans The United States Democratic Review, Volume 4, Issue 3, March-June 1838, pp. 73-87 (en ligne)
- « History of the Recent Insurrection in the Canadas - Part Second », dans The United States Democratic Review, Volume 4, Issue 3, March-June 1838, pp. 87-104 (en ligne)
- « The Execution in Canada », dans The United States Democratic Review, Volume 5, Issue 15, March 1839, pp. 343-344 (en ligne)

### Procès
- John Douglas Borthwick. History of the Montreal prison from A.D. 1784 to A.D. 1886 : containing a complete record of the Troubles of 1837-1838, burning of the Parliament buildings in 1849, the St. Alban's raiders, 1864, the two Fenian raids of 1866 and 1870 [...], Montreal : A. Periard, bookseller, publisher and importer, 1866, 269 p. (en ligne)
- André-Romuald Cherrier. Trial of Joseph N. Cardinal, and others, to which are added, the argumentative petition in favour of the prisoners, and several other precious documents, &c. &c. &c., Montreal : John Lovell, Printer, 1839, 141 p.
- John Colborne. Report of the State Trials, Before a General Court Martial Held at Montreal in 1838-9: Exhibiting a Complete History of the Late Rebellion in Lower Canada, Montreal : Armour and Ramsay, 1839 (en ligne: volume 1, volume 2)

### Fiction
- Mary Soderstrom. The Words on the Wall: Robert Nelson & the Rebellion of 1837, Ottawa: Oberon Press, 1998 230 p.  (ISBN 0778011046)
- Jules Verne. Family Without a Name, New York : John W. Lovell, 1889, 312 p[8].

### Écrits publics des Radicaux
- John Arthur Roebuck. Remarks on the Proposed Union of the Canadas, 1822
- John Arthur Roebuck. Debate in the House of Commons, on the 15th April, 1834, on Mr. Roebuck's Motion for "a Select Committee to inquire the means of remedying the evils which exist in the form of the governments now existing in Upper and Lower Canada.", 1834
- John Arthur Roebuck. The Canadas and Their Grievances, 1835
- John Arthur Roebuck. Existing Difficulties in the Government of the Canadas, 1836 (en ligne)
- John Arthur Roebuck et al. The Canadian Portfolio, 1838
- John Arthur Roebuck. The Colonies of England : A Plan for the Government of Portion of Our Colonial Possessions, 1849 (en ligne)
- John Stuart Mill. Radical Party and Canada: Lord Durham and the Canadians, 1838 (en ligne)
- Henry Brougham. Dissentient opinion of Lord Brougham on John Russell's Ten Resolutions, 1837 (en ligne)
- Joseph Hume. The Celebrated letter of Joseph Hume, Esq., M.P., to William Lyon Mackenzie, Esq., mayor of Toronto, declaratory of a design to "Free these Provinces from the baneful Domination of the Mother Country!", 1834
- Henry Samuel Chapman. Petition from Lower Canada, with Explanatory Remarks, 1835 (en ligne)
- Henry Samuel Chapman. An Impartial and Authentic Account of the Civil War in the Canadas [...], J. Saunders, Jr, 1838, 2 volumes (en ligne)
- William Lovett. The Address of the London Working Men's Association to the People of Canada, 1837 (en ligne)
- Jeremy Bentham. Canada: Emancipate Your Colonies! An Unpublished Argument, London : Effingham Wilson, 1838[9]

### Écrits publics des constitutionnels
- Montreal Constitutional Association. Address of the Constitutional Association of the City of Montreal to the Inhabitants of the Sister Colonies, 13 décembre, 1837 (en ligne)
- William Robertson et J. Guthrie Scott. Address of the Constitutional Association of Montreal to the Inhabitants of British America, janvier 1836 (en ligne)
- Adam Thom. Anti-Gallic Letters: Adressed to His Excellency, the Earl of Gosford, Governor-in-Chief of the Canadas, Montréal : Imprimerie du Herald, 226 p. (ligne)
- Adam Thom. Remarks on the Petition of the Convention, and on the Petition of the Constitutionalists, Montréal, 1835 (en ligne)

### Bibliographies
- Frances M. Staton. The Rebellion of 1837-1838. (A Bibliography of the Sources of Information in the Public Reference Library of the City of Toronto), Toronto: Public Library of Toronto, 1924, 81 p.

### Divers
- W. Ormsby. Charles Grey. Crisis in the Canadas, 1838-1839: The Grey Journals and Letters, Toronto : MacMillan, 1964, 244 p.
- John Douglas Borthwick. History of the Montreal prison from A.D. 1784 to A.D. 1886 : containing a complete record of the Troubles of 1837-1838, burning of the Parliament buildings in 1849, the St. Alban's raiders, 1864, the two Fenian raids of 1866 and 1870 [...], Montreal : A. Periard, bookseller, publisher and importer, 1866, 269 p. (en ligne)
- Gilbert Ainslie Young. The Canadian Question, Londres : J. Ridgway and Sons, 1839, 83 p. (en ligne)
- Joseph-Narcisse Cardinal. Trial of Joseph N. Cardinal, and others, to which are added, the argumentative petition in favour of the prisoners, and several other precious documents, &c. &c. &c., Montreal : John Lovell, Printer, 1839, 141 p.
- Charles Neate. A plain statement of the quarrel with Canada : in which is considered who first infriged the constitution of the colony, London : James Ridgway and sons, 1838, 20 p. (en ligne)
- Thomas Frederick Elliot. The Canadian Controversy, Longman, Orme, Brown, Green & Longmans, 1838, 84 p. (en ligne)
- Edward Alexander Theller. Canada in 1837 38, showing, by historical facts, the causes of the late attempted Revolution, and of its failure; the present condition of the people, and their future prospects, together with the personal adventures of the author, and others who were connected with the revolution, Philadelphia: Henry F. Anners; New York: J. & H. G. Langley, 1841, (volume 1, volume 2)
- Télesphore Saint-Pierre. The Americans and Canada in 1837-38: Authentic Documents, Montréal: A.P. Pigeon, 1897, 58 p.